# Gymnopternus celer
Gymnopternus celer är en tvåvingeart som först beskrevs av Johann Wilhelm Meigen 1824.  Gymnopternus celer ingår i släktet Gymnopternus, och familjen styltflugor. Arten är reproducerande i Sverige.